# إعصار إيرل (2016)
إعصار إيرل هو إعصار تسبب بفيضانات قوية على مدينة بليز وانهيالات قاتلة في المكسيك وتسبب في مقتل 38 شخصًا على الأقل. تشكل إيرل من موجة استوائية جنوب جامايكا يوم الثاني من أغسطس.

## الاستعدادات والأثر

### أمريكا الوسطى والمكسيك
بعد تشكل إيرل، أصدرت حكومة الهندوراس تحذيرًا من عاصفة استوائية لكامل ساحلها الشمالي، من «غابو غراسياس آديوس» غربًا حتى الحدود مع غواتيمالا.